# Garethjonesia lacunosispora
Garethjonesia lacunosispora — вид грибів, що належить до монотипового роду Garethjonesia.

## Поширення та середовище існування
Знайдений на зануреній в прісну воду деревині у Квінсленді, Австралія.